# Мото-гран-при Бразилии
Мото Гран-при Бразилии (англ. Brazilian motorcycle Grand Prix) — ранее проводившийся этап по шоссейно-кольцевым мотогонкам в чепионате мото Гран-при. Гран-при проводилось на двух трассах, автодроме Гояния расположенный в одноименном городе Гояния, штат Гояс и Интерлагос, который находится в городе Сан-Паулу, штат Сан-Паулу, Бразилия.
Последними победителями в сезоне 1992 стали американский гонщик Уэйн Рейни выступавший на мотоцикле Yamaha, класс 500cc, итальянский гонщик Лука Кадалора мотоцикл Honda, класс 250cc и немецкий гонщик Дирк Родис мотоцикл Honda, класс 125cc.
В сезоне 2026 чемпионат мото Гран-при возвращается в Бразилию на автодром имени Айртона Сенны, бывшее название Гояния.

## Победители Гран-при

### Гонщики
В таблице ниже представлены мотогонщики которые выиграли мото Гран-при Бразилии два и более раза, во всех класса когда либо существовавших в чемпионате.
| Кол-во | Мотогонщик    | Победы | Победы     |
| Кол-во | Мотогонщик    | Класс  | Годы       |
| ------ | ------------- | ------ | ---------- |
| 2      | Доминик Сарро | 250cc  | 1987, 1988 |
| 2      | Лука Кадалора | 250cc  | 1989, 1992 |

### Производители
В таблице ниже представлены производители мотоциклов которые выиграли мото Гран-при Бразилии два и более раза, во всех класса когда либо существовавших в чемпионате.
| Кол-во | Производитель | Победы | Победы           |
| Кол-во | Производитель | Класс  | Годы             |
| ------ | ------------- | ------ | ---------------- |
| 5      | Honda         | 500cc  | 1987             |
| 5      | Honda         | 250cc  | 1987, 1988, 1992 |
| 5      | Honda         | 125cc  | 1992             |
| 3      | Yamaha        | 500cc  | 1988, 1992       |
| 3      | Yamaha        | 250cc  | 1989             |

### По годам

#### Результаты 500cc, 250cc и 125cc
| Год  | Трасса     | 125cc      | 125cc         | 250cc         | 250cc         | 500cc      | 500cc         | Отчёт | Ссылки            |
| Год  | Трасса     | Мотогонщик | Производитель | Мотогонщик    | Производитель | Мотогонщик | Производитель | Отчёт | Ссылки            |
| ---- | ---------- | ---------- | ------------- | ------------- | ------------- | ---------- | ------------- | ----- | ----------------- |
| 1992 | Интерлагос | Дирк Родис | Honda         | Лука Кадалора | Honda         | Уэйн Рейни | Yamaha        | Отчёт | [ 6 ] [ 7 ] [ 8 ] |

#### Результаты 500cc и 250cc
| Год  | Трасса | 250cc          | 250cc         | 500cc        | 500cc         | Отчёт | Ссылки        |
| Год  | Трасса | Мотогонщик     | Производитель | Мотогонщик   | Производитель | Отчёт | Ссылки        |
| ---- | ------ | -------------- | ------------- | ------------ | ------------- | ----- | ------------- |
| 1989 | Гояния | Лука Кадалора  | Yamaha        | Кевин Шванц  | Suzuki        | Отчёт | [ 9 ] [ 10 ]  |
| 1988 | Гояния | Доминик Саррон | Honda         | Эдди Лоусон  | Yamaha        | Отчёт | [ 11 ] [ 12 ] |
| 1987 | Гояния | Доминик Саррон | Honda         | Уэйн Гарднер | Honda         | Отчёт | [ 13 ] [ 14 ] |

## Трассы проведения Гран-при
| Трасса     | Проведено мото Гран-при | Первый мото Гран-при | Последний мото Гран-при | Схема      |
| ---------- | ----------------------- | -------------------- | ----------------------- | ---------- |
| Гояния     | 3                       | 1987                 | 1989                    | Гояния     |
| Интерлагос | 1                       | 1992                 | 1992                    | Интерлагос |

### Комментарии
1. ↑  За четыре проведённых Гран-при в классе 500cc каждый кто выиграл, выиграл 1 раз. Уэйн Рейни, Кевин Шванц, Эдди Лоусон и Гарднер, Уэйн[англ.]
2. 1 2  В классе 125cc сотоялось только одно Гран-при в сезоне 1992 года